# Reedik
Reedik est un prénom masculin estonien pouvant désigner :

## Prénom
- Reedik Palm (et) (1933-1974), mathématicien estonien

## Référence
1. ↑  (en) « 10th Century Frisian Masculine Names », sur heraldry.sca.org (consulté le 28 décembre 2017)